# كريستيان أندرياس فون كوثينيوس
كريستيان أندرياس فون كوثينيوس (بالألمانية: Christian Andreas Cothenius) (و. 1708 – 1789 م) هو عالم نبات من ألمانيا . ولد في آنكلام.
وهو عضو في الأكاديمية البروسية للعلوم، والأكاديمية الألمانية للعلوم ليوبولدينا . 
توفي في برلين .